# Саміт з ядерної безпеки

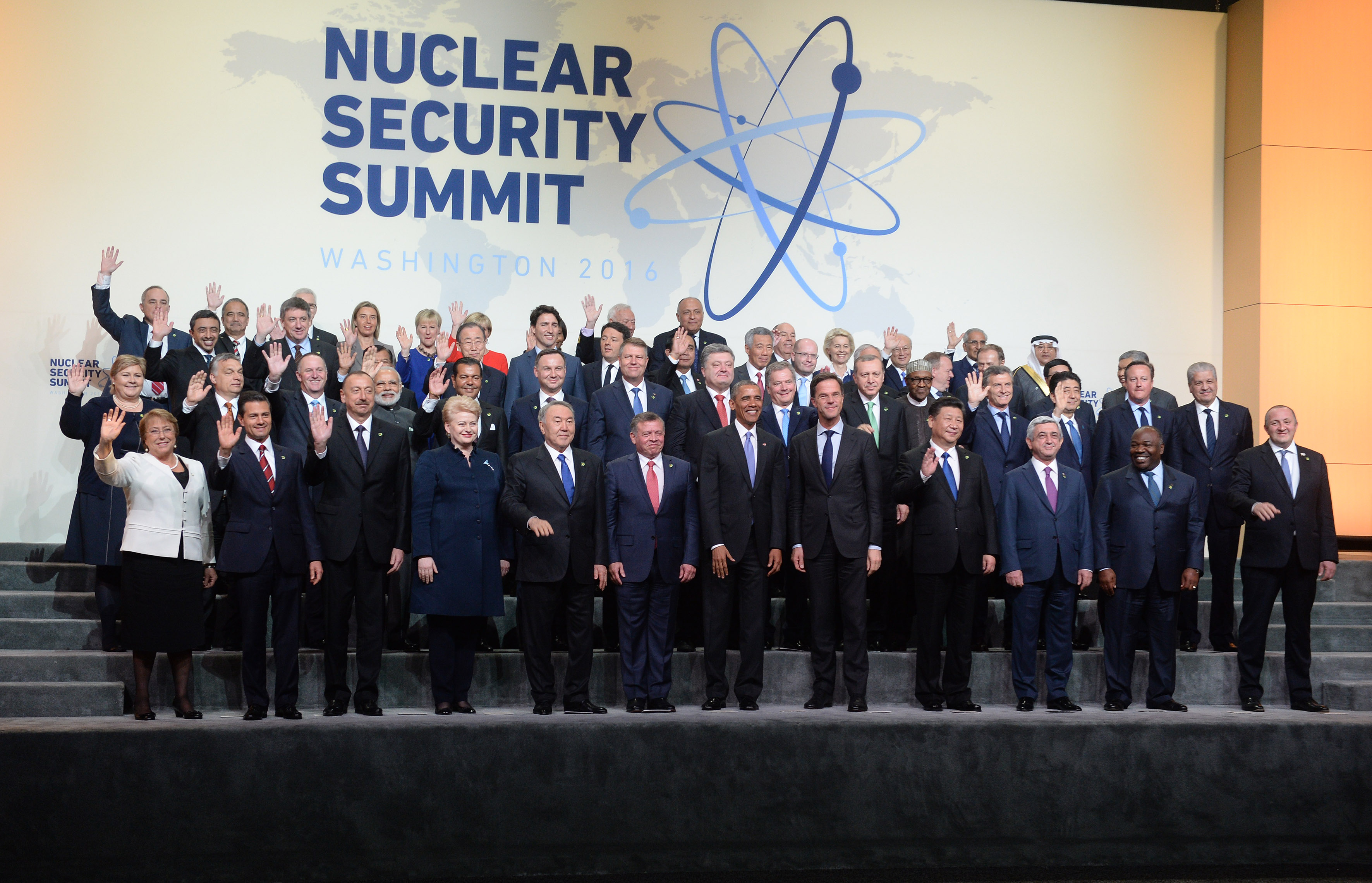
Учасники саміту 2016 року

Саміт з ядерної безпеки (Nuclear Security Summit) — всесвітня зустріч на вищому рівні, спрямована на запобігання ядерного тероризму по всьому світу.

## Хронологія
Перший саміт відбувся у Вашингтоні, округ Колумбія, США, 12—13 квітня 2010 року. Другий саміт відбувся в Сеулі, Південна Корея, у 2012 році. Третій саміт відбувся в Гаазі, Нідерланди, 24—25 березня 2014 року. Четвертий саміт відбувся у Вашингтоні, округ Колумбія, 31 березня — 1 квітня 2016 року

## Історія
| Дата                            | Країна         | Місто                     | Лідер хоста |
| ------------------------------- | -------------- | ------------------------- | ----------- |
| 12—13 квітня 2010 року          | США            | Вашингтон, округ Колумбія | Барак Обама |
| 26—27 березня 2012 року         | Південна Корея | Сеул                      | Лі Мьон Бак |
| 24—25 березня 2014 року         | Нідерланди     | Гаага                     | Марк Рютте  |
| 31 березня — 1 квітня 2016 року | США            | Вашингтон, округ Колумбія | Барак Обама |